# فرهنگ گرینلند

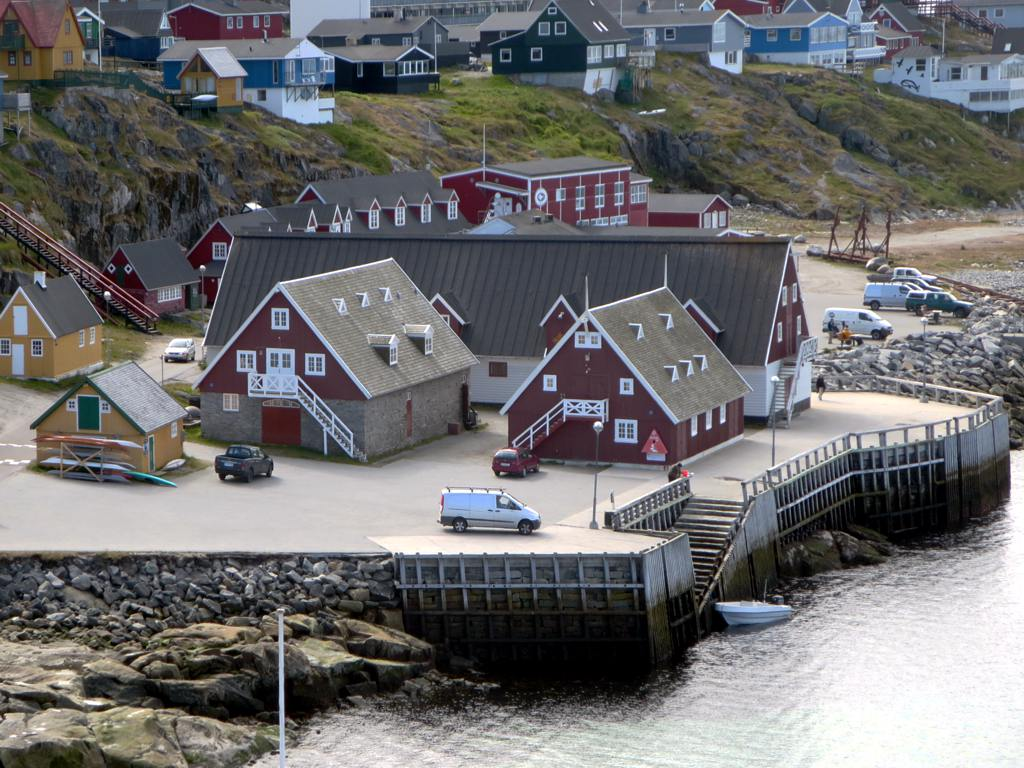
موزه ملی گرینلند.

فرهنگ گرینلند به شدت با سنت‌های اینوئیت (اسکیمویی) در ارتباط است، زیرا اکثر مردم گرینلند از نوادگان اسکیموها هستند. شکار و ماهیگیری از جمله فعالیت‌های مهم در این فرهنگ هستند، و مسابقات سالانه‌ای مانند سورتمه‌سواری با سگ‌ها و ماهیگیری روی یخ برگزار می‌شود. امروزه گرینلند به عنوان مقصدی برای گردشگران شناخته شده و فعالیت‌هایی نظیر مسابقات سورتمه‌سواری، پیاده‌روی، و مسابقات اسکی صحرایی برای جذب بازدیدکنندگان انجام می‌شود.
گرینلند از ترکیب سنت‌های شکارچیان اینوئیت و زندگی امروزی برخوردار است. بسیاری از گرینلندی‌ها بین کار در دفاتر و ماجراجویی در طبیعت، تعادلی یافته‌اند. در سکونتگاه‌های کوچک، فرهنگ سنتی شکار همچنان زنده است، و مردم از طبیعت برای تأمین معیشت خود بهره می‌برند.
گرینلند با وجود زیرساخت‌های مدرن، همچنان ارتباط نزدیکی با طبیعت دارد. مردم در شکار، ماهیگیری، و فعالیت‌هایی مانند سورتمه‌سواری با سگ‌ها مشارکت دارند. این ترکیب زندگی مدرن و سنتی به گرینلند هویتی منحصربه‌فرد بخشیده است. فعالیت‌هایی مانند «کافه‌میک» فرصتی برای تعامل اجتماعی و آشنایی با فرهنگ محلی است. جشن روز ملی گرینلند در ۲۱ ژوئن با رژه‌ها و لباس‌های ملی برگزار می‌شود.
تجربه‌های فرهنگی خاص:
- سگ‌های سورتمه و سورتمه‌رانی: بخش مهمی از میراث فرهنگی گرینلند است.
- کافه‌میک: رویدادی که خانواده‌های گرینلندی خانه‌های خود را برای جشن‌هایی مانند تولد، عروسی یا حتی ورود گردشگران باز می‌کنند.
- غذاهای قطبی: شامل ماهی، غذاهای دریایی، گوشت پستانداران دریایی و بازی‌هایی مانند گوزن شمالی و پرندگان.
- بازار گوشت و ماهی محلی (برئتت): مکانی برای فروش شکارهایی مانند فک، نهنگ، و ماهی‌های مختلف.
- خانه‌های چوبی رنگارنگ: نمادی از معماری گرینلند که هر رنگ عملکرد ساختمان را نشان می‌دهد.
- رقص و آواز سنتی: شامل رقص و آواز طبل سنتی اینوئیت‌ها و همچنین موسیقی مدرن.
- صنایع دستی: آثار زیبا از سنگ، استخوان، پوست و مهره، شامل توپیلاک‌ها که مجسمه‌هایی با ریشه در اساطیر گرینلندی هستند.
- قهوه گرینلندی: نوشیدنی ویژه‌ای با داستانی نمادین که نمایانگر زندگی گرینلندی است.

## پیشینهٔ مردم

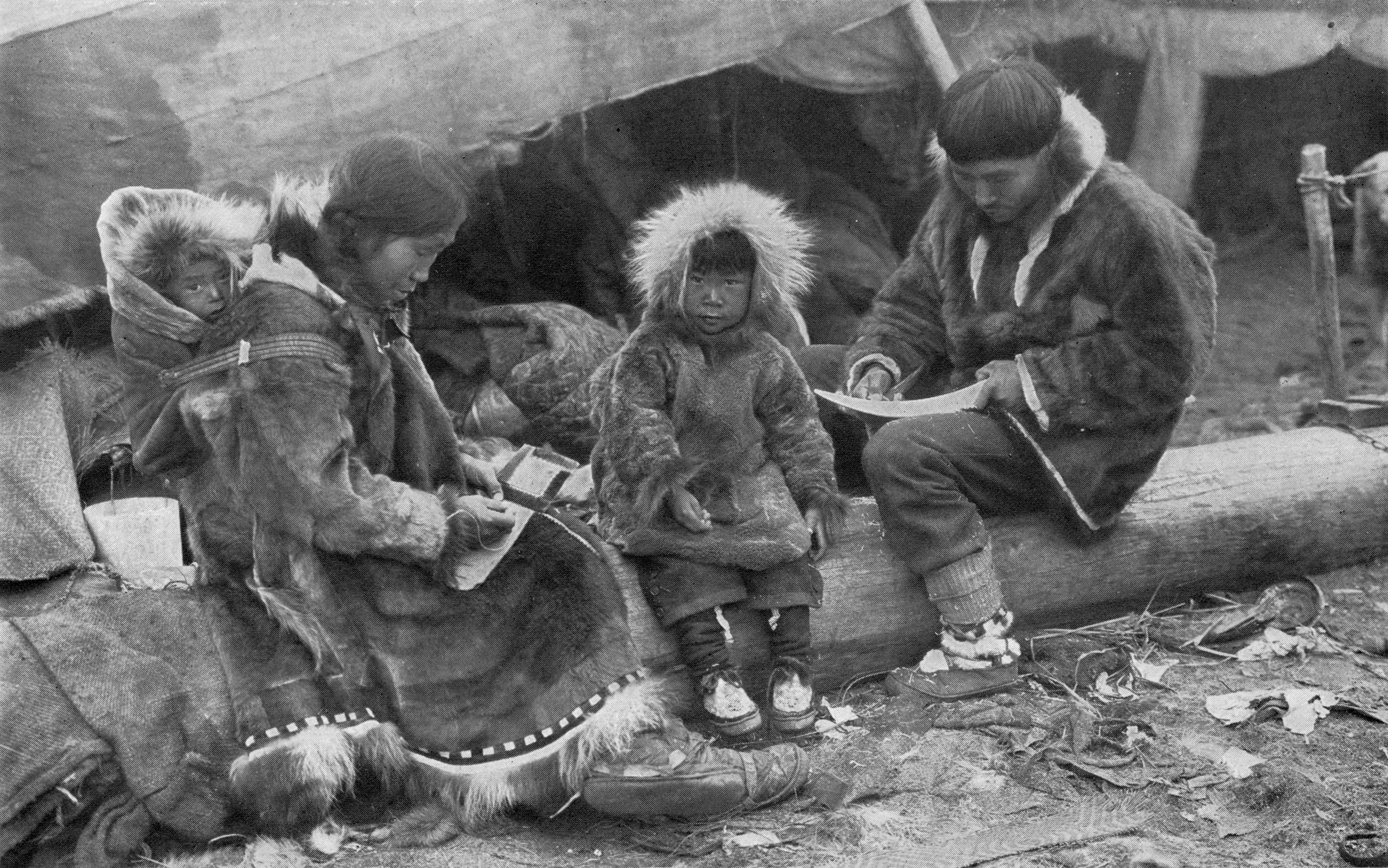
یک خانواده اینوئیت (۱۹۱۷).

گرینلند شاهد چهار موج مهاجرت بوده است. اولین مهاجران اینوئیت حدود ۴۵۰۰ سال پیش (فرهنگ سَقَق) و پس از آن فرهنگ دورست حدود ۲۵۰۰ سال پیش وارد شدند. بیشتر جمعیت کنونی گرینلند از فرهنگ توله (۱۰۰۰–۱۱۰۰ سال پیش) هستند. همچنین مهاجرت نورس‌ها از ایسلند بین سال‌های ۹۸۲ تا ۱۵۰۰ میلادی و پس از آن استعمار دانمارکی‌ها در سال ۱۷۲۱، تاریخ گرینلند را شکل داده‌اند.
گرینلند با جمعیتی حدود ۵۶٬۵۰۰ نفر، از نظر جمعیتی پراکنده است. اکثر مردم در ۱۶ شهر و ۶۰ سکونتگاه کوچک، عمدتاً در سواحل جنوبی و غربی، زندگی می‌کنند. پایتخت گرینلند، نوک، با حدود ۱۷٬۵۰۰ نفر جمعیت است.
زبان اصلی مردم، گرینلندی (کالالیسوت) است که به زبان اینویی‌های کانادا و آلاسکا شباهت دارد. زبان دوم دانمارکی است و بسیاری از مردم در صنعت گردشگری به انگلیسی صحبت می‌کنند.
امروزه حدود ۸۰ درصد از جمعیت گرینلند دارای‌تبار اینوئیت یا ترکیبی از اینوئیت و دانمارکی هستند. بیشتر باقی‌مانده جمعیت از تبار دانمارکی بوده و تعداد کمی نیز ریشه‌های خود را به سایر مناطق اروپا بازمی‌گردانند. اگرچه گرینلند مدرن بدون شک تحت تأثیر ارزش‌ها و دیدگاه‌های اروپایی شکل گرفته است، این جزیره همچنان دارای فرهنگ‌های متمایز اینوئیت و اروپایی است که با یکدیگر تفاوت‌های آشکاری دارند. این تفاوت‌ها در آداب‌ورسوم اجتماعی و نگرش‌ها گاهی تنش‌هایی ایجاد می‌کنند، اما مردم گرینلند با چالش‌های مشترکی مانند آب‌وهوای سرد و انزوای جغرافیایی و همچنین علاقه عمیق به سرزمینی که در آن زندگی می‌کنند، متحد هستند.
بسیاری از گرینلندی‌ها از افزایش گرایش به «غربی‌شدن» در جوامع گرینلند در سال‌های اخیر ابراز نگرانی کرده‌اند، و تلاش‌های زیادی برای حفظ و پشتیبانی از سنت‌های اینوئیت که بخش مهمی از هویت ملی کشور است، در حال انجام است. بااین‌حال، ارتباط طولانی‌مدت گرینلند با دانمارک مزایای ملموسی برای ساکنان این جزیره به همراه داشته است، از جمله در ارتقای استانداردهای زندگی، بهبود خدمات بهداشتی و آموزشی. علاوه بر این، بیشتر گرینلندی‌های دارای‌تبار اروپایی به اهمیت حفظ فرهنگ و دیدگاه تاریخی مردم اینوئیت آگاه هستند.
اعتیاد به الکل اغلب به‌عنوان یک مشکل اجتماعی جدی در جوامع گرینلندی ذکر می‌شود. این مشکل، که در بسیاری از جوامع منزوی در مناطق قطبی جهان رایج است، معمولاً ناشی از استرس فرهنگی، اختلال عاطفی فصلی (SAD) و عدم تحمل ژنتیکی الکل در میان جامعه اینوئیت دانسته می‌شود. دانشمندان متوجه شده‌اند که اینوئیت‌ها ذخایر کمتری از اسیدهای آمینه مهم برای تجزیه الکل دارند. دولت گرینلند برای مقابله با این مشکل، اقداماتی مانند محدودیت ساعت فروش الکل، تعیین حداقل سن ۱۸ سال برای خرید، و راه‌اندازی برنامه‌های آموزشی مختلف انجام داده است، اما سوءمصرف الکل همچنان در بسیاری از جوامع یک مشکل جدی باقی مانده است.

## آداب و مراسم
مسیحیت دین اصلی و رسمی گرینلند است. در تمام شهرها و روستاها کلیساهایی وجود دارد. مراسم دعا و نیایش در روزهای یکشنبه برگزار می‌شود. در چنین مناسبت‌هایی، افراد اغلب لباس‌های ملی می‌پوشند. بازدیدکنندگان می‌توانند در این مراسم شرکت کنند.
روز ملی گرینلند ۲۱ ژوئن است و در این روز معمولاً مردم در رژه‌ها و مراسم مذهبی لباس‌های ملی می‌پوشند. در بسیاری از مکان‌ها، خانه‌هایی باز با بوفه غذای گرینلندی برپا می‌شوند. اگر هوا اجازه دهد، این جشن‌ها در فضای باز برگزار می‌شوند.
قهوه در خانه‌های شخصی:
در برخی از شهرهای گرینلند می‌توانید در رویدادی به نام «کافه‌میک» (Kaffemik) شرکت کنید. این گردهمایی با قهوه، همراه با یک خانواده محلی یا سازمان‌های زنان برگزار می‌شود و نوعی از کافه‌میک‌های سنتی گرینلند است. برای مسافران، این فرصت مناسبی است تا با مردم محلی صحبت کنند، دربارهٔ زندگی در گرینلند بیشتر بدانند.
کافه‌میک سنتی به معنای «خانه‌ای باز» است که در آن قهوه، چای و انواع کیک به مهمانان ارائه می‌شود. افراد می‌آیند و می‌روند و مراقب هستند که زمان زیادی را در خانه نمانند، زیرا معمولاً مردم در طول روز بارها وارد و خارج می‌شوند. در پایان روز، ده‌ها یا حتی صدها نفر از این رویداد بازدید کرده‌اند.

## آثار و موزه‌ها
جنوب گرینلند برای علاقه‌مندان به تاریخ نورس مقصدی مهم است، زیرا بقایای دوره نورس را می‌توان در این منطقه یافت. همچنین بازدید از ایلیماناق، یکی از قدیمی‌ترین سکونتگاه‌های گرینلند که در سال ۱۷۴۱ تأسیس شده، تجربه‌ای فرهنگی است. این منطقه دو خانه قدیمی از دوره استعماری دارد که حفظ و بازسازی شده‌اند.
در ایلولیسات، خانه کودکی پژوهشگر قطبی دانمارکی کنود راسموسن به موزه‌ای برای معرفی تاریخ این شهر و زندگی این کاشف بزرگ تبدیل شده است. در نزدیکی این شهر، محل باستانی سرمرمیوت نیز قرار دارد که سکونتگاه اصلی سه فرهنگ اینوئیت بوده و قدمت آن به ۴٬۵۰۰ سال پیش بازمی‌گردد.
قاسیانگویت با موزه‌ای از فرهنگ و تاریخ باستانی، بینشی دربارهٔ فرهنگ گرینلند ارائه می‌دهد. در آسیات نیز موزه‌ای از دوره استعماری و ۲۴ اثر نقاشی از هنرمند دانمارکی پر کرکبی نگهداری می‌شود.
تقریباً تمامی معماری گرینلندی بسیار کارآمد و مبتنی بر عملکرد است و تأکید بیشتری بر کارایی نسبت به زیبایی ظاهری دارد. خانه‌های گرینلندی معمولاً از سنگ، خاک یا چوب ساخته می‌شوند. در تابستان، برخی از خانواده‌ها در چادرهایی از جنس پوست یا خز زندگی می‌کنند. جوامع گرینلندی معمولاً به‌صورت متراکم در کنار هم مستقر هستند، چرا که به گفته گرتل ارلیش در مجله نشنال جیوگرافیک ادونچر، «برای اینوئیت‌ها، تنهایی نشانه‌ای از ناراحتی شدید است و به‌عنوان یک انحراف و کاملاً نامطلوب تلقی می‌شود.»

## اینوئیت‌ها و منطقه توله

شکارچی در حال حمل گوشت گوزن شمالی.

اینوئیت‌ها ۸۱ درصد از جمعیت گرینلند را تشکیل می‌دهند و شکار بخش مهمی از هویت فرهنگی آنهاست. منطقه توله در شمال غربی گرینلند، با وجود مساحت وسیع خود، کمتر از ۱۰۰۰ نفر جمعیت دارد و شامل شمالی‌ترین سکونتگاه‌های دائمی جهان است. شکارچیان در این منطقه همچنان از مهارت‌های سنتی خود مانند ساخت لباس‌های پوست خرس قطبی و مهارت‌های قایق‌رانی و نیزه‌اندازی بهره می‌برند.

## اهمیت شکار در هویت اینوئیت

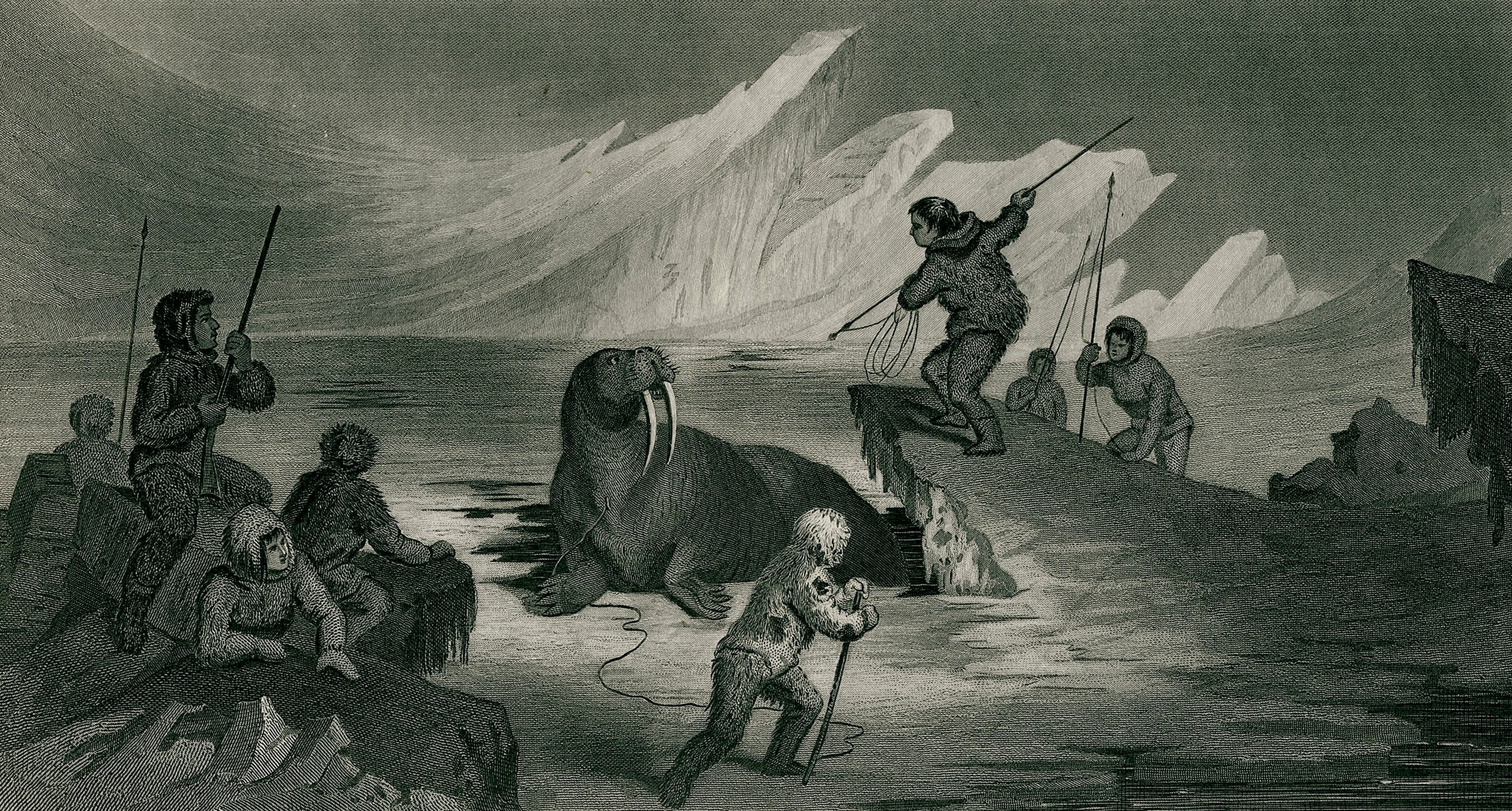
شکار گراز دریایی در سال ۱۸۵۵.

شکار نه تنها منبع تأمین غذا و لباس است، بلکه هسته فرهنگی گرینلند را تشکیل می‌دهد. گرینلندی‌ها شکار گوزن شمالی را یکی از مهم‌ترین رویدادهای سالانه می‌دانند که از نظر اجتماعی و روانی اهمیت زیادی دارد.
شکار سنتی گرینلند با چالش‌هایی همچون تغییرات اقلیمی و محدودیت‌های قانونی مواجه است. گرمایش زمین بر زیست‌بوم و حیات وحش منطقه تأثیر منفی گذاشته و محدودیت‌های شکار برای حفاظت از گونه‌هایی مانند خرس قطبی وضع شده است.

## مهارت‌های سنتی در خطر
با رشد اقتصاد پولی و گسترش امکانات مدرن مانند برق و کالاهای فروشگاهی، مهارت‌های سنتی به‌ویژه در میان زنان در حال فراموشی است. با این حال، شکار همچنان یکی از اجزای مهم فرهنگ و معیشت مردم گرینلند باقی مانده است.